# كنوت همسون

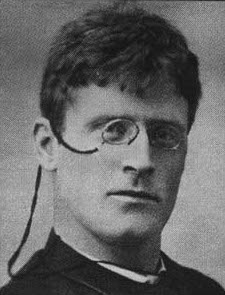
صورة وهو في 31 من عمره

كنوت همسون (4 أغسطس 1859 - 19 فبراير 1952) كاتب نرويجي في القرن العشرين. ولا تزال روايته الجوع تعتبر من الروائع الأدبية في القرن المذكور.
ينتمي كنوت همسون الحائز على جائزة نوبل للآداب عام 1920، إلى عائلة ريفية فقيرة، وقد عاش طفولة قاسية في رعاية عمه الذي كان ينتمي إلى الحركة التقوية (حركة دينية نشأت في ألمانيا في القرن السابع عشر واكدت على دراسة الكتاب المقدس وعلى الخبرة الدينية الشخصية – المنهل).
بعد أن مارس العديد من المهن الوضيعة لكسب قوته، سافر إلى بلاده بسبب المرض الذي أصابه في غربته. بعد شفائه سافر من جديد إلى الولايات المتحدة الأمريكية. وقد سمحت له هذه الإقامة الثانية بالتعرّف على الحياة الأمريكية في جميع جوانبها. واعتمادا على ذلك أصدر عام 1889 كتابا حمل عنوان «الحياة الثقافية في أمريكا الحديثة» ثم نشر في السنة التالية «1890» مقالا بعنوان: «الحياة اللاواعية للروح» وفي الكتاب المذكور- كما في هذا المقال- هاجم بحدة «المادية الأمريكية الصاخبة».
في بلاده ألقى العديد من المحاضرات في العاصمة أوسلو، وفي المدن النرويجية الأخرى حول نفس الموضوع معتبرا «المادية الأمريكية» ضدّ الإنسان وضدّ الطبيعة وأن الديمقراطية في بلاد «العم سام» مزيّفة. وفي محاضرته هاجم كنوت همسون الكاتب النرويجي الكبير ابسن، مندّدا ب «أخلاقيته العرجاء». وكان كنوت همسون يؤمن بأن البشر درجات، وأنهم ليسوا متساوين في الذكاء، لذا كان يقول بأنه ينتمي إلى ما كان يسميه ب « ارستقراطية الحس والذكاء» وفي كتاباته حاول الدفاع عن أفكاره. وقد جاءت لغته موسيقية، متدفقة وقادرة على أن تلتقط حتى التفاصيل الدقيقة.
في عام 1890، أصدر كنوت همسون روايته «الجوع» التي حققت له شهرة عالمية واسعة. وفي هذه الرواية يدين «الحضارة المادية» وجميع مظاهرها التي «لوثت الحياة الإنسانية» وجعلتها «غير محتملة». وهذا ما فعله أيضا في جل الروايات التي أصدرها خلال مسيرته الإبداعية الطويلة. أثناء الحرب العالمية الثانية، ناصر النازية، واعتبر ان هتلر قادر على أن «يقيم في ألمانيا مجتمعا جديدا، متحررا من كل الأمراض التي جلبتها الحضارة المادية».
وقد أصيب كنوت همسون أكثر من مرة بنوبة عصبية حادة، وفي أواخر حياته اشتدت عليه هذه النوبات حتى لم يعد يعي ما يقول وما يفعل.
في كتابه: «كنوت همسون، الحالم والغازي» يضيء النرويجي « انغار سلاتن كولو» جوانب جديدة في حياة صاحب رائعة «الجوع» ويشير إلى أن بعض أفراد عائلة هذا الكاتب كانوا مصابين بالعفة والجنون. كما يشير إلى أن السنوات القاسية التي عاشها في طفولته وفي سنوات مراهقته وشبابه، تركت في نفسه جروحا لم تبرأ حتى عندما تقدمت به السن، وحصل على شهرة عالمية كبيرة. وكان شديد الإعجاب بنيتشه وأيضا بالكاتب السويدي ستراندبارغ. في روايته «فيكتوريا» كتب عن الحب حيث يقول: «ولكن ما هو الحب بالضبط؟ هل هو ريح تداعب شجرة الورد؟ لا إنه شلة تسيل في عروقنا وهو موسيقا جهنمية ترقص حتى قلوب الشيوخ وهم على حافة القبر!».
يقول «انغارسلاتن كولو» إن كنوت همسون كان فخورا بجذوره الريفية، وكان يتباهى بها أمام الجميع، بل انه حاول في جميع ما كتب أن يبتكر ما كان يسميه ب «الرومانسية الزراعية» المضادة لصخب المدينة الحديثة وللحضارة المادية، وعندما صعد النازيون إلى السلطة في مطلع الثلاثينيات من القرن الماضي، راح كنوت همسون يحثهم على ضرورة حماية النرويج من «الخطر البريطاني» وحين اندلعت الحرب الكونية الثانية، حرّض أهل النرويج على مناصرة النازيين. لذلك لم يتردّد في أن يلتقي بغوبلز وزير الدعاية النازية كما أنه التقى بادولف هتلر. وعندما سقطت النازية، وانهارت الدولة التي أقامتها وانتحر زعيمها: قال كنوت همسون ممّجدا «الفوهر»: «لقد كان مُصلحا استثنائيا ومصيره التاريخي جعله يصطدم بفترة تاريخية اتسمت بعنف لا مثيل له. وهذا العنف هو الذي كان سببا في سقوطه».
بعد نهاية الحرب الكونية الثانية، حوكم واودع مصحة الأمراض العقلية، وهناك كتب نصا للدفاع عن نفسه وعن أفكاره حمل عنوان: «على الدروب حيث ينبت العشب».

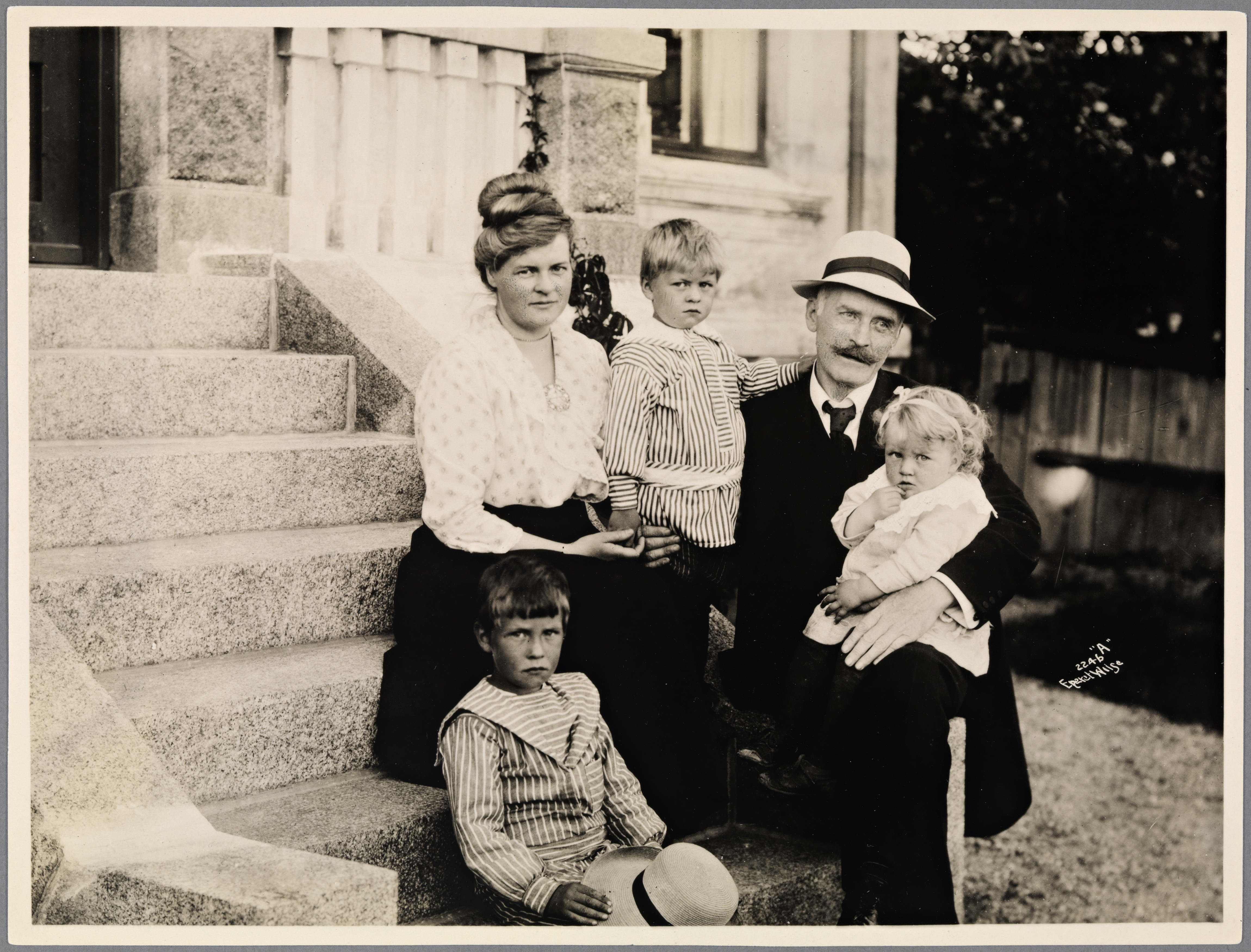
صورة عائلية على درج "فيلا Havgløtt" ؛ من اليسار إلى اليمين: توري هامسون ، ماريا هامسون ، أريلد هامسون ، كنوت هامسون وإلينور هامسون.

وفي السنوات الأخيرة من حياته، عاش كنوت همسون العزلة، وكان أهل بلاده يتعاملون معه كما لو أنه «خائن للوطن». أما الروايات التي ألفّها فلا تزال إلى حد هذه الساعة تفتن الملايين من القراء في جميع أنحاء العالم.

## روابط خارجية
- كنوت همسون على موقع IMDb (الإنجليزية)
- كنوت همسون على موقع الموسوعة البريطانية (الإنجليزية)
- كنوت همسون على موقع مونزينجر (الألمانية)
- كنوت همسون على موقع ألو سيني (الفرنسية)
- كنوت همسون على موقع ميوزك برينز (الإنجليزية)
- كنوت همسون على موقع أول موفي (الإنجليزية)
- كنوت همسون على موقع قاعدة بيانات برودواي على الإنترنت (الإنجليزية)
- كنوت همسون على موقع قاعدة بيانات الأفلام السويدية (السويدية)
- كنوت همسون على موقع إن إن دي بي (الإنجليزية)
- كنوت همسون على موقع ديسكوغز (الإنجليزية)